# 东阳街道
东阳街道，是中华人民共和国重庆市北碚区下辖的一个乡镇级行政单位。

## 行政区划
东阳街道下辖以下地区：
黄桷社区、大新社区、磨心坡社区、大沱口社区、先锋社区村、磨心坡村、上桥村、胜利村、东阳村、桃花山村和西山坪村。